# Auchay-sur-Vendée
Auchay-sur-Vendée é uma comuna francesa na região administrativa do País do Loire, no departamento da Vendeia. Estende-se por uma área de 21.16 km². Em 2010 a comuna tinha 1 166 habitantes (densidade: 55,1 hab./km²).
Foi criada em 1 de janeiro de 2017, a partir da fusão das antigas comunas de Auzay (sede da comuna) e Chaix.